# HTC Desire S
HTC Desire S, también conocido como HTC Saga es un teléfono inteligente diseñado y fabricado por HTC Corporation que ejecuta el sistema operativo Android 2.3.3 "Gingerbread". Fue anunciado en el MWC 2011, el 15 de febrero de 2011. HTC lanzó el Desire S en el segundo trimestre de 2011.
Desire S es el sucesor de HTC Desire.